# ドーナル・ラニー
ドーナル・ラニー（Dónal Lunny、1947年3月10日 - ）は、アイルランドの音楽家。ブズーキ奏者、ギタリスト、キーボーディスト、プロデューサーなど多方面で活躍する、アイルランド音楽の代表的存在。とりわけ、本来ギリシャの民族楽器であるブズーキを、「アイリッシュ・ブズーキ」としてアイリッシュ・トラッド・ミュージックに定着させた功績は大きい。

## 略歴
オファリー県タラモアの生まれ。
1968年にエメット・スパイスランド（The Emmet Spiceland）のメンバーとしてデビュー。
ドーナルの旧友のフォーク・シンガー、クリスティ・ムーアのバックに、アンディ・アーヴァインやリアム・オ・フリンと共に参加。その後、ドーナル、クリスティ、アンディ、リアムの4人はプランクシティ（Planxty）を結成、1973年にデビュー。アイルランド音楽界に新風を巻き起こすが、ドーナルは2作目の発表後にプランクシティを脱退（のちに数度の再結成がある）。
ボシー・バンド（The Bothy Band）を結成、1975年にデビュー。プランクシティがクリスティの歌を前面に押し出していたのに対し、ボシー・バンドは、演奏面に重きを置いた音楽性で、のちの世代がリールやジグを演奏する際のスタイルを確立させたパイオニアでもある。
1979年、新メンバーのマット・モロイ（フルート）を加えてプランクシティ再結成。
1980年代には、クリスティとともに、よりロック色の濃いムーヴィング・ハーツ（Moving Hearts）を結成。プロテスト色の濃い「ヒロシマ・ナガサキ・ロシアン・ルーレット」などの楽曲が有名。
ムーヴィング・ハーツ解散後は、セッション・プレイヤーやプロデューサーとして活動。
1996年、オムニバス・アルバム『魂の大地（Common Ground）』をプロデュース。クラウデッド・ハウスのティム・フィンとニール・フィン、U2のボノとアダム・クレイトン、シネイド・オコナー、エルヴィス・コステロ、ケイト・ブッシュといった豪華ゲストに加え、旧友のクリスティ・ムーアやアンディ・アーヴァインも参加。同年8月に初来日公演を行う。
1998年、ソロ・アルバム『ドーナル・ラニー・クールフィン』を発表。元フェアーグラウンド・アトラクションのエディ・リーダーとロイ・ドッズも参加。また、日本のソウル・フラワー・ユニオンと共同でミニ・アルバム『マージナル・ムーン』を制作、発表。
私生活では、ソウル・フラワー・ユニオンの伊丹英子と結婚し、しばらくアイルランドで共に暮らしていたが、その後、家族で沖縄県に移住。また、2004年には当時交際していたシネイド・オコナーとの間にシェーン・オコナーが生まれている。
現在は、数多くのプロデュース・客演以外に、プランクシティ以来の盟友アンディー・アーヴァインとともにスーパー・トラッド・バンドモザイク（Mozaik）を結成、数度の日本ツアーも行なっており、日本のミュージシャンとのコラボレーションも盛んに行なっている。

## その他の音楽活動
- プロデュース - ロリーナ・マッケニット『マスク・アンド・ミラー』（一部楽曲のみ）、ソウル・フラワー・ユニオン『ウィンズ・フェアグラウンド』、ソウルシャリスト・エスケイプ『ロスト・ホームランド』、ヒートウェイヴ『日々なる直感』、シネイド・オコナー『永遠の魂～シャン・ノース・ヌア（Sean-Nós Nua）』他多数
- セッション参加 - ケイト・ブッシュ『センシュアル・ワールド』、エルヴィス・コステロ『スパイク』、ロッド・スチュワート『ユーアー・ザ・スター（A Spanner In The Works）』、遊佐未森『roka』、アルタン『アナザー・スカイ』、 ソウル・フラワー・モノノケ・サミット『デラシネ・チンドン』他多数

## ディスコグラフィ

### ソロ・アルバム
- Dónal Lunny (1987年)
- 『ドーナル・ラニー・クールフィン』 - Coolfin (1998年)[2]
- Journey: The Best of Dónal Lunny (2001年) ※コンピレーション

### プランクシティ
- 『ブラック・アルバム』 - Planxty (1973年)
- The Well Below the Valley (1973年)
- Cold Blow and the Rainy Night (1974年)
- 『アフター・ザ・ブレイク』 - After The Break (1979年)
- The Woman I Loved So Well (1980年)
- 『ワーズ・アンド・ミュージック』 - Words & Music (1983年)
- Arís! (1984年)
- Live 2004 (2004年) ※CD/DVD
- Between the Jigs and the Reels: A Retrospective (2016年) ※CD/DVD

### モザイク
- 『ライヴ・フロム・ザ・パワーハウス』 - Live from the Powerhouse (2004年)
- 『チェンジング・トレインズ』 -  Changing Trains (2007年)
- The Long And The Short Of It (2019年)

### アッシャーズ・アイランド
- Usher's Island (2017年)

### ボシー・バンド
- 1975 (1975年)
- Old Hag You Have Killed Me (1976年)
- 『アウト・オブ・ザ・ウインド・イントゥ・ザ・サン』 - Out of the Wind, Into the Sun (1977年)
- 『アフター・アワーズ (ライヴ・イン・パリ)』 - Afterhours (Live in Paris) (1978年)
- 『ライヴ・イン・コンサート』 - Live in Concert (1994年)

### ムーヴィング・ハーツ
- 『ムーヴィング・ハーツ』 - Moving Hearts (1982年)
- 『エンド・オブ・ストリート』 - Dark End of the Street (1982年)
- Live Hearts (1984年)
- The Storm (1985年)
- Live in Dublin (2008年)

### FLYING DUGONG BAND（フライング・ジュゴン・バンド）
- 『DREAMING DUGONGS OF HENOKO』 - Dreaming Dugongs Of Henoko (2008年)[4] ※with 梅津和時、近藤ヒロミ[5]

### 参加アルバム
クリスティ・ムーア
- 『プロスペラス』 - Prosperous (1972年)
- Christy Moore (1976年)
- Whatever Tickles Your Fancy (1976年)
- 『ライヴ・イン・ダブリン』 - Live in Dublin (1978年)
- AntiNuclear (1979年) ※「People Will Die」「Trip to Cransore」に参加
- H-Block (1980年)
- Christy Moore and Friends (1981年)
- 『ザ・タイム・ハズ・カム』 - The Time Has Come (1983年)
- 『ライド・オン』 - Ride On (1984年)
- The Spirit of Freedom (1985年)
- Ordinary Man (1985年)
- Unfinished Revolution (1987年)
- 『ヴォイージ』 - Voyage (1989年)

アンディ・アーヴァイン & ポール・ブレイディ
- Andy Irvine/Paul Brady (1976年)
- Welcome Here Kind Stranger (1978年)
- Andy Irvine/70th Birthday Concert at Vicar St 2012 (2014年)

その他
- ミック・ハンリー&マイケル・オドネル : Celtic Folkweave (1974年)
- Various Artists : 『ザ・ギャザリング』 - The Gathering（1981年）※日本盤はドーナル・ラニー&フレンズ名義
- パトリック・ストリート : 『パトリック・ストリート』 - Patrick Street (1986年)
- マレード・ニ・ウィニー&フランキー・ケネディ - 『アルタン』 - Altan (1987年)
- Various Artists : The Rough Guide to Irish Music (1996年)
- モレート&トゥリーナ・ニ・ゴーナル : Idir an Dá Sholas (1999年)
- ソウル・フラワー・ウィズ・ドーナル・ラニー・バンド : 『マージナル・ムーン』 - Marginal Moon (1999年)
- ジミー・マッカーシー : Hey-Ho Believe (2010年)

ゲスト参加
- ミッドナイト・ウェル : Midnight Well (1976年)
- ケイト・ブッシュ : 『ドリーミング』 - The Dreaming (1982年) ※「Night of the Swallow」に参加
- メアリー・ブラック : 『ノー・フロンティアーズ』 - No Frontiers (1989年)
- マーク・ノップラー : 『ゴールデン・ハート』 - Golden Heart (1996年)
- 遊佐未森 : 『roka』(1997年)
- シネイド・オコナー : 『永遠の魂 - シャン・ノース・ヌア』 - Sean-Nós Nua (2002年)
- アルバート・フライ : Tráthnona Beag Areir (2008年)
- マレード・ニ・ウィニー : Imeall (2008年)
- Various Artists : Ceol Cheann Dubhrann (2009年)